# Кізілова Галина Олександрівна
Галина Олександрівна Кізілова (нар. 28 березня 1975, м. Тернопіль) — українська педагогиня, вчитель-методист.

## Життєпис
Галина Кізілова народилася 28 березня 1975 року в місті Тернопіль.
Закінчила Тернопільську загальноосвітню школу № 4,  Московський державний педагогічний університет (1997), Тернопільський педагогічний інститут (1997, 2006, нині педагогічний університет).
Працює вчителем образотворчого мистецтва Тернопільської загальноосвітньої школи № 4 (від 1997). Виконує обов'язки шкільного голови методичного об'єднання вчителів трудового навчання та предметів художньо-естетичного циклу, є членом журі міського та обласного етапів Всеукраїнської олімпіади з образотворчого мистецтва.

## Доробок
Двічі брала участь у Всеукраїнському конкурсі «Учитель року» (2010, 2015 — переможець).
Учасниця науково-практичних конференцій. З 2009 року здійснює діяльність у рамках авторського культурологічного проекту «У майстерні художника», який включає неформальні зустрічі з художниками, проведення майстер-класів,  виставок, екскурсій, пленерів тощо.

## Відзнаки
- «Учитель року» (2015).
- Подяка Тернопільського міського голови (2009),
- диплом І ступеня міського конкурсу «Парадигма освітніх технологій» (2014),
- переможець міського конкурсу «Мій мультимедійний урок» (2010),
- диплом І ступеня переможця обласного конкурсу навчальних програм курсів за вибором та факультативів (2009),
- грамота Управління освіти за сумлінну працю (2014),
- «Заслужений вчитель України» (2016).